# Javonte Smart
Javonte Dedrick Smart (ur. 3 czerwca 1999 w Baton Rouge) – amerykański koszykarz, występujący na pozycji rozgrywającego, od 2023 zawodnik Philadelphia 76ers.
W latach 2016–2018 był trzykrotnie wybierany najlepszym koszykarzem szkół średnich stanu Luizjana (Louisiana Mr. Basketball, Louisiana Gatorade Player of the Year). W 2018 wystąpił w meczu gwiazd amerykańskich szkół średnich – Jordan Brand Classic. W 2015 zdobył złoty medal podczas turnieju Nike Global Challenge, a w 2017  	Adidas Nations.
Jest kuzynem Keitha Smarta, który występował w San Antonio Spurs, a po zakończeniu kariery zawodniczej został trenerem (Cleveland Cavaliers – 2003, Golden State Warriors – 2010/2011, Sacramento Kings – 2011–2013).
13 stycznia 2022 został zwolniony przez Milwaukee Bucks. 15 lutego 2022 zawarł umowę z Miami Heat na występy zarówno w NBA, jak i zespole G-League – Sioux Falls Skyforce. 13 sierpnia 2023 dołączył do Philadelphia 76ers.

## Osiągnięcia
Stan na 28 września 2023, na podstawie, o ile nie zaznaczono inaczej.
NCAA
- Uczestnik rozgrywek:
  - Sweet 16 turnieju NCAA (2019)
  - II rundy turnieju NCAA (2019, 2021)
- Mistrz sezonu regularnego konferencji Southeastern (SEC – 2019)
- Zaliczony do:
  - I składu All-Louisiana (2021)
  - II składu SEC (2021)
- Lider SEC w skuteczności rzutów za 3 punkty (40,2 % – 2021)
- Zawodnik tygodnia SEC (15.02.2021)
- Najlepszy pierwszoroczny zawodnik tygodnia SEC (4.03.2019)

Reprezentacja
- Mistrz :
  - świata U–17 (2016)
  - Ameryki U–16 (2015)